# Air Ouest
Air Ouest (et Air West) est le nom attribué successivement à plusieurs compagnies aériennes de l'Ouest de la France (Bretagne et Pays de la Loire) de 1955 à nos jours avec comme point commun, la desserte des grandes îles du ponant (Ouessant, Belle-Île-en-Mer et l'Île-d'Yeu) ou anglo-normandes (Jersey).

## Air Ouest (1955-1960)

Logo de la compagnie Air Ouest en 1955

La première compagnie aérienne « Air Ouest » est créée à l'initiative de la chambre de commerce de Nantes le 29 décembre 1955 lorsque le gouvernement a pris l'initiative de détaxer l'essence utilisée par le compagnies aériennes de transport de passagers.
C'était le moment pour la chambre de Commerce de créer un réseau aérien intérieur en commençant par relier les villes d'une même région entre elles.
La nouvelle compagnie était dirigée par Monsieur Bapst, créateur du secrétariat de la Chambre de Commerce de Nantes. Le siège administrative de la compagnie était établit dans les locaux de la Chambre de Commerce de Nantes et les bureaux techniques, à l'aéroport de Nantes Chateau-Bougon.
Sa flotte est alors composée de trois De Havilland DH 89 Rapide (dont le F-BHAF), équipés de VHF Radiostal et pouvant transporter 7 à 8 passagers.
Cependant, les compagnies d'assurance limitaient les avions qu'à 6 passagers maximum.
Quatre employés composaient l'effectif, un chef pilote, un pilote (Mr René Fournel), un chef mécanicien (Mr Prosper Degrées) et un mécanicien de piste (Mr Jean Mélard).
Elle est en 1956, la première compagnie aérienne présente sur l'aéroport de Nantes en exploitant les lignes régulières vers Belle-Île-en-Mer (Morbihan), Saint-Brieuc (Côtes du Nord devenues en 1990 les Côtes-d'Armor) et Brest (Finistère).
La ligne Nantes/Belle-Île est la première ligne de la compagnie, ouverte en mai 1956 et ceci de façon quotidienne. Les premiers résultats d'exploitation étaient encourageants, le coefficient de remplissage était de 5 à 6 passagers par avions et 300 passagers transportés en 5 semaines.
Elle assure également les lignes saisonnières de Belle-Île-en-Mer (Morbihan) vers Quiberon (Morbihan) et La Baule (Loire-Atlantique). Elle avait expérimenté une ligne entre Nantes et Brest et constaté un trafic. Elle était en pool avec la Compagnie Bretonne Aéronautique (Cobra) sur cette ligne Brest-Quimper-Nantes. Les deux compagnies avait pour but de satisfaire à un besoin identique, atténuer l'isolement insulaire.
Elle était en directe concurrence sur Belle-Ile et Quiberon avec la compagnie Quiberon Air Trafic.
La ligne bi-hebdomadaire de Saint-Brieuc permettait à ses passagers briochins d'être en correspondance sur les lignes d'Air France vers Bordeaux, Alger ou Casablanca.
Elle a également assuré des services spéciaux à l'été 1956 comme les "24 heures du Mans", des tours de Belle-Ile ou des survols du golfe du Morbihan.
Elle transportait 1 036 passagers sur ses lignes entre le 23 juin et le 23 septembre 1956,.
Pour la saison Hiver 1956/1957, Air Ouest projette des liaisons Nantes - Quimper - Brest, Nantes - St Brieuc avec correspondance pour Jersey et Londres (avec Jersey Airlines) et Nantes - Belle Ile en Mer. Elle étudie les liaisons de La Rochelle vers les îles de Ré et Oléron.
Elle souhaite obtenir les autorisations d'exploiter un DC-3 en service à la demande entre la côte française et les iles anglo-normandes.
La compagnie voulait ouvrir la ligne Lorient-Paris entre 1958-1959 à l'initiative de Mr Louis Mazet, créateur et Président de l'aéroclub de Lorient, directeur de l'exploitation de Kaolin proche de l'aéroport de Lorient à Ploemeur mais celle-ci ne verra jamais le jour en raison de l'arrêt de ses lignes intérieures.
Le président de la compagnie est M. Corse.
Elle cesse ses activités en 1960.

## Air Ouest (1972-1976)

Logo de la compagnie Air Ouest en 1976

Le 10 novembre 1972, une nouvelle compagnie aérienne baptisée « Air Ouest » (code IATA : OE) voyait le jour et était basée à Rennes,.
Le 07 juillet 1975, elle reprenait la ligne Brest-Ouessant, en exploitant un Britten Norman Islander (BN-2A) de 9 places, deux fois par jour, dont le F-BUID (n° de série: 127) , un BN-2A-8 Islander aux couleurs d'Air Ouest.
Elle exploitait également la ligne Granville-Jersey du 01 juillet 1975 à octobre 1975, 2 à 3 fois par jour en BN-2A de 9 places tout comme en 1976.
Elle a également assuré des vols réguliers entre Brest et Plymouth (villes jumelées).
Au 31 décembre 1975, Air Ouest disposait de 8 effectifs, réalisait un chiffre d'affaires de 814 142 francs et transportait 6 244 passagers.
En 1976, la compagnie volait les mercredis et samedis entre Rennes et Jersey avec escale possible à Granville et avait pour objectif une ligne entre Nantes et Laval mais la compagnie aérienne Nantes Aviation obtenait finalement l'autorisation d'exploitation de cette dernière.
Son second appareil BN-2A Islander était immatriculé F-BPTT (n° de série: 151).
Sur la ligne Brest-Ouessant, la compagnie avait transporté 257 passagers en juillet 1975, 304 en septembre, 487 en octobre (pour 106 mouvements), 657 en novembre (pour 146 mouvements), 791 en décembre (pour 142 mouvements), 616 en janvier 1976 et 1 099 passagers en mars 1976,.
Contrairement à de nombreuses compagnies régionales dites de 3e niveau, Air Ouest n'avait adhéré ni à l'A.T.A.R. (Association des transporteurs aériens régionaux comprenant Air Alpes, Air Alsace, Air Limousin, Air Littoral, Corsair…), ni au C.T.R. (Comité des transporteurs régionaux comprenant TAT, Air Paris, Air Languedoc…).
Faute de subventions permettant l'équilibre financier de la compagnie, celle-ci cesse ses activités aériennes en 1976.
| Juillet 1975 | septembre 1975 | octobre 1975 | novembre 1975 | décembre 1975 | janvier 1976 | mars 1976 |
| ------------ | -------------- | ------------ | ------------- | ------------- | ------------ | --------- |
| 257          | 304            | 487          | 657           | 791           | 616          | 1 099     |

## Air West (1996-1997)

Logo de la compagnie Air West 1996-1997

« Air West » (code OACI : AWP, indicatif radio : WEST AIR) était une compagnie aérienne basée à Nantes et sur l'aérodrome de Pontoise-Cromeilles (siège social), desservant l'Île-d'Yeu à Nantes (en 15 minutes) et l'Île-d'Yeu directement à Paris (en 1h30).
Le 31 mai 1997, elle inaugure sa nouvelle ligne entre Nantes et Belle-Île-en-Mer, réalisée en 25 minutes de temps de vol avec un Piper PA-31 Navajo, piloté par Pierre Corsini et le Bellilois, Nicolas Lévêque, l'actuel président de l'aéroclub de Belle-Île-en-Mer.
Cette ligne était assurée 2 à 4 fois par jour de juin à septembre.
À partir du 01 juillet, elle assurait également la ligne Nantes-Saint-Brieuc-Jersey ou Nantes-Jersey directement.
Elle avait pour projet l'ouverture d'une ligne postale entre Belle-Île-en-Mer et Vannes.
Elle utilisait deux Piper PA-31 350 Navajo (08 places passagers) pour assurer ses lignes commerciales (immatriculés F-GPAG et F-GPCG).
Elle disposait également d'un Cessna R182 Skylane RG de 04 places, immatriculé F-GHEO et un Beech 95 B55 Baron de 06 places, immatriculé F-BRUC,.
Air West était dirigé par Alain Caresche qui dirigeait également l'école de pilotage professionnelle, Air West Formation, créée en 1989 et basée sur l'aérodrome, forte de plus de 10 avions dont des Cessna 172 et 182 RG, Beechcraft  55 et 58, Robin DR-315 et DR-400.
Elle disposait en 1997 de cinq pilotes pour les lignes d'été, 3 pilotes à Paris-Pontoise, 4 mécaniciens et 7 agents de réservations à Nantes. Elle avait transporté 11 121 passagers en 1997.
Quelque temps après la disparition de la compagnie, Atlantic Air Lift (code OACI : HGH, indicatif radio : HIGHER) reprenait les liaisons au départ de Nantes vers l'Île d'Yeu et Belle-Île.